# Mont Naka Katsuragi
Le mont Naka Katsuragi (中葛城山, Naka Katsuragi-san) est une montagne des monts Kongō culminant à 938 m au sud du mont Kongō, entre le village de Chihayaakasaka du district de Minamikawachi de la préfecture d'Osaka et la ville de Gojō dans la préfecture de Nara au Japon.

## Géographie
La montagne est située dans le parc quasi national de Kongō-Ikoma-Kisen, à environ 3 km presque directement au sud du mont Kongō.
Sur le versant Osaka, de vastes efforts de reboisement de cèdre du Japon et d'herbe de bambou (Sasa veitchii) ont été accomplis mais les résultats obtenus sont mitigés.
À l'approche du sommet sur le versant Gojō, différents arbrisseaux et de grands champs de Sasa veitchii poussent partout en raison de l'absence de grands arbres pour bloquer la lumière du soleil. Au milieu des champs de Sasa se tient une station de triangulation de classe 3 (le nom de la station est Kitayama (北山)).